# ووزنیتسه
ووزنیتسه (به چکی: Voznice) یک منطقهٔ مسکونی در جمهوری چک است که در شهرستان پرژیبرام واقع شده‌است.
 ووزنیتسه  ۵۵۷ نفر جمعیت دارد.